# Festa nazionale dell'Islanda
La festa nazionale dell'Islanda (o Giornata Nazionale islandese: in islandese: Íslenski þjóðhátíðardagurinn) è una festa che si celebra il 17 giugno di ogni anno in Islanda per commemorare la fondazione della Repubblica d'Islanda avvenuta il 17 giugno 1944 e l'indipendenza dal Regno di Danimarca. La data coincide con la nascita di Jón Sigurðsson, figura importante della cultura islandese e leader nel XIX secolo del movimento d'indipendenza islandese.
Artefice dell'indipendenza del 1944 fu invece il politico Sveinn Björnsson, che divenne così il primo Presidente della Repubblica d'Islanda.
La festività viene celebrata con canti, balli e sfilate. Dopo la parata, vengono eseguiti diversi discorsi all'aperto, tra cui uno di Fjallkonan (donna della montagna, cioè la personificazione nazionale dell'Islanda). Essa rappresenta tutto lo spirito della nazione e della natura islandese stessa; rappresenta inoltre un'eredità dal periodo del romanticismo e della lotta per l'indipendenza della nazione.